# Kozí příběh – pověsti staré Prahy
Kozí příběh – pověsti staré Prahy je první český 3D počítačově animovaný film. Je to zároveň i první celovečerní film tohoto druhu, vytvořený ve střední Evropě. Film vytvořil producent, výtvarník a režisér Jan Tománek ve svém Art And Animation studiu.
Film vznikal dlouhých pět let a oproti zahraničním filmům velkých zahraničních studií na něm pracovalo pouze okolo deseti animátorů a 3D grafiků . Film byl vytvářen v programu Autodesk Maya. Rozpočet filmu byl 1,5 milionu USD, což je zanedbatelná částka, ve srovnání s filmy typu Shrek (rozpočet: 60 milionů USD), se kterým byl často srovnáván.
Film příliš neuspěl u některých českých kritiků. Recenzenti mu vyčítali, že většina vtipů vyjde naprázdno, je šovinistický, sexistický a tak ne příliš vhodný pro děti. Přesto mu v roce 2009 filmu novináři udělili výroční cenu Febiofestu Kristián – za nejlepší animovaný film.
Po premiéře v roce 2008 se stal film svou návštěvností 350 000 diváků nejúspěšnějším českým animovaným filmem.
Film získal řadu zahraničních cen  a v roce 2008 byl nominován na Českého lva, za nejlepší výtvarný počin.
V roce 2012 bylo natočeno volné pokračování – Kozí příběh se sýrem.
V roce 2015 se tvůrci rozhodli umístit film i na YouTube, kde je k vidění v mnoha jazykových mutacích (anglicky, španělsky, portugalsky, rusky, německy, hindsky).

## Příběh
Děj se odehrává za doby vládnutí Karla IV., kdy se v Praze staví Karlův most a vzniká unikátní Pražský orloj. Do hlavního města přichází z venkova prostý Kuba se svou Kozou a vezou náklad vajec, jakožto surovinu pro stavbu Karlova mostu. Spolu s nimi přichází do Prahy i chudý student Matěj na učení k Mistru Hanušovi.
Kuba s Kozou zůstávají v Praze u stavby mostu. Zde Kuba prvně spatří Mácu a hned se do ní zamiluje. Máca je městská dívka kyprých tvarů, která dodává na stavbu mostu kované hřeby. Když Kuba zapříčiní pád lešení na jedné straně mostu, protože z nosného trámu vyřezával sošku Mácy, je dělníky vyhnán i se svou Kozou. Obou se jich ujímá samotný Mistr Hanuš, který hledá dobrého řezbáře pro sochy Orloje a zaujme ho Kubovo řezbářské umění.
U Mistra Hanuše studuje i Matěj, který je pro svou chudobu terčem posměchu ostatních studentů. Získal od svého učitele důvěru a dohlíží na plány Staroměstského orloje. Protože Matěj nemá kde spát, nachází v Praze, tou dobou již opuštěný, Faustův dům. Kvůli neustálému posměchu spolužáků podlehne pokušení a sebere ve Faustově domě stříbrný tolar, aby mohl zapadnout mezi své vrstevníky. Ti jej však podvedou a v nestřeženou chvíli poničí plány orloje. Nic netušící Matěj plány předá zpět Mistru Hanušovi.
Velké je překvapení Mistra Hanuše, když pražští konšelé objeví poničené plány a žádají potrestání viníka. Matěj je potrestán jedním dnem na pranýři a protože neví, čím se provinil, rozhodne se Hanušovi pomstít. Když Mistr Hanuš a Kuba orloj dokončí, nesklidí žádnou úctu ani uznání. Mistru Hanušovi nabízí Číňané, aby postavil takový orloj i u nich. Svědkem této diskuze je Matěj, který mezitím upsal duši ďáblu a napíše dopis pražským radním. Ti pověří kata Mydláře, aby Hanuše oslepil.
Hanuš se chce za tento krok pomstít a pověstným sáhnutím do stroje orloj zastaví. Kuba, jakožto jeho pomocník, je pověřen, aby orloj opravil pod pohrůžkou Máciny popravy, když to nestihne včas. Orloj opraví na poslední chvíli, ale už nestihne včas doběhnout na popraviště. Později se ukáže, že Koza se zaměnila s Mácou a byla oběšena místo ní. Vzápětí však koza ze šibenice spadne a ukáže se, že celou dobu měla v krku železnou trubičku a neudusila se.

## Postavy

### Kuba
Kuba je venkovský, dobromyslný mladík. Nerozlučná dvojice se svou Kozou. Z Prahy je od příchodu, oproti Koze, nadšený a zvláště, když potká Mácu. Umí vyřezávat ze dřeva a díky této dovednosti se dostane k Mistru Hanušovi jako pomocník s výzdobou orloje.

### Koza
Koza je po smrti Kubovy matky jeho jediná kamarádka. Z Prahy není zase tak nadšená a raději by se se svým vozíkem otočila nazpět k domovu. Žárlí na Mácu, kterou Kuba miluje, nemůže na ni přestat myslet a sežráním plánů orloje napomůže Mácině popravě. Proto se také nakonec obětuje a nechá oběsit sebe.

### Mistr Hanuš
Učenec, pověřen sestrojením Staroměstského orloje. Velmi klidný starší pán nachází v Kubovi umělce, kterého potřebuje pro výzdobu svého díla. Je katem oslepen, aby nemohl postavit podobný orloj jinde ve světě. Pro jeho postavu byl předlohou skutečný Mistr Hanuš, který podle Jiráskových pověstí českých postavil Pražský orloj.

### Matěj
Stejně jako Kuba, přichází z venkova studovat do Prahy. Je velmi chudý a proto se stává terčem posměchu ostatních studentů. V důsledku toho posléze upisuje svou duši ďáblu ve Faustově domě.

### Máca
Máca je pražská dívka, která dodává na stavbu Karlova mostu kované hřeby. Po většinovou dobu filmu je tajemstvím, jak tyto hřeby získává. Posluhuje také u Mistra Hanuše, kde se opět setkává s Kubou, do kterého se zamiluje.

### Chlupáč
Chlupáč je záhadná postava, pohybující se po Praze, jako doplněk děje. Jde o chlupatou kouli s lidskýma nohama a neuvěřitelně dlouhým jazykem.

## Obsazení
| Jiří Lábus        | Koza               |
| Matěj Hádek       | Kuba               |
| Mahulena Bočanová | Máca               |
| Michal Dlouhý     | Matěj              |
| Petr Pelzer       | Mistr Hanuš        |
| Jan Přeučil       | Purkmistr          |
| Viktor Preiss     | Konšel             |
| Miroslav Táborský | Kněz Ignác         |
| Karel Heřmánek    | Ďábel/Předák       |
| Petr Nárožný      | Žebrák             |
| Dalimil Klapka    | Žebrák             |
| Pavel Rímský      | Žebrák             |
| Ota Jirák         | Hospodský, Chlupáč |
| Filip Jevič       | Student            |
| Justin Svoboda    | Student            |

## Odkaz vpopkuluře
V létě 2023, tedy 14 let po premiéře filmu, se na zahraničních internetových účtech začaly šířit útržky z filmu, zejména scény s postavou Mácy často ve formě memů. Byly šířeny hlavně na Twitteru a TikToku, ale také dalších mainstreamových sociálních sítích. Co internetové uživatele zaujalo nejvíce, bylo zejména zobrazení Mácy (ale i dalších žen) s velkým poprsím a pozadím, ale dále také explicitnost nahoty a násilí. V rozhovoru s The Hollywood Reporter uvedl režisér filmu Jan Tománek, že jeho záměrem nebyla sexualizace postavy Mácy, ale chtěl v celkovém stylu filmu, kdy postavy mají přehnané vyobrazení, ztělesnit české označení „krev a mlíko“ pro označení ženy s větším poprsím.